# 寿県
寿県（じゅ-けん）は、中華人民共和国安徽省淮南市に位置する県。
安徽省の中央部、淮河の南岸に位置しており、国家歴史文化名城に指定される古い街である。旧称は郢（えい、Yǐng）、寿春（じゅしゅん、壽春、Shòu Chūn）といい、南北交通の要衝であり、古くから兵家必争の地であった。楚の首都であり淝水の戦いの古戦場ともなっている。

## 地理・経済
寿県の北には淮河が流れ、南は大別山脈（大別山）がそびえる。寿県の県内には小さな川が縦横に走っている。淮河南岸最大の湖の瓦埠湖も県内にある。淮河はこの付近で蛇行しており溢れやすく、その水位を警戒することが淮河流域の治水に大きな意味を持つ。
穀物や植物油の生産が盛んで、主な産品は米・小麦・油菜・綿花など。中国政府の貧困農民扶養開発計画の重点地区の一つでもある。寿県の県城より西にある古い町の正陽関は淮河・淠河・潁河の三川合流の地であり、千年以上にわたり物資集散で栄え、大きな河港が設けられていた。

## 歴史
東周の前後の時代（春秋戦国時代）には蔡国があり、戦国時代末期には楚の春申君が寿春に封じられた。楚は秦の圧力に対抗するため、春申君の提言で寿春へ遷都し、楚の都の意である「郢」と改める。楚の都城の遺跡は現在の寿県県城内にある。県城の南には楚の大臣の孫叔敖が築いた大きな水利施設・芍陂（安豊塘）があり、淮河の水を一帯に灌漑している。この水利施設は現存し、ダムとして現役で使用され、全国重点文物保護単位に指定されている。
楚の滅亡後、秦代には寿春に改名され、三十六郡のひとつ九江郡の治所となった。漢の初期のころは外姓王の英布が淮南王に封じられその王都となっている。淮南王であった劉安はこの地で『淮南子』を著した。後漢末期、袁術は寿春を都に皇帝を称した（仲）。三国時代の魏の後期には相次いで大きな兵変が発生した（寿春三叛）。
東晋の時代、華北を制した前秦が南征を行い、寿春の八公山に至り淝水で東晋軍と激突した。これが淝水の戦いであり、前秦軍が総崩れになり壊走した。「投鞭断流」・「風声鶴唳」・「草木皆兵」などの故事成語はこの戦いが起源である。

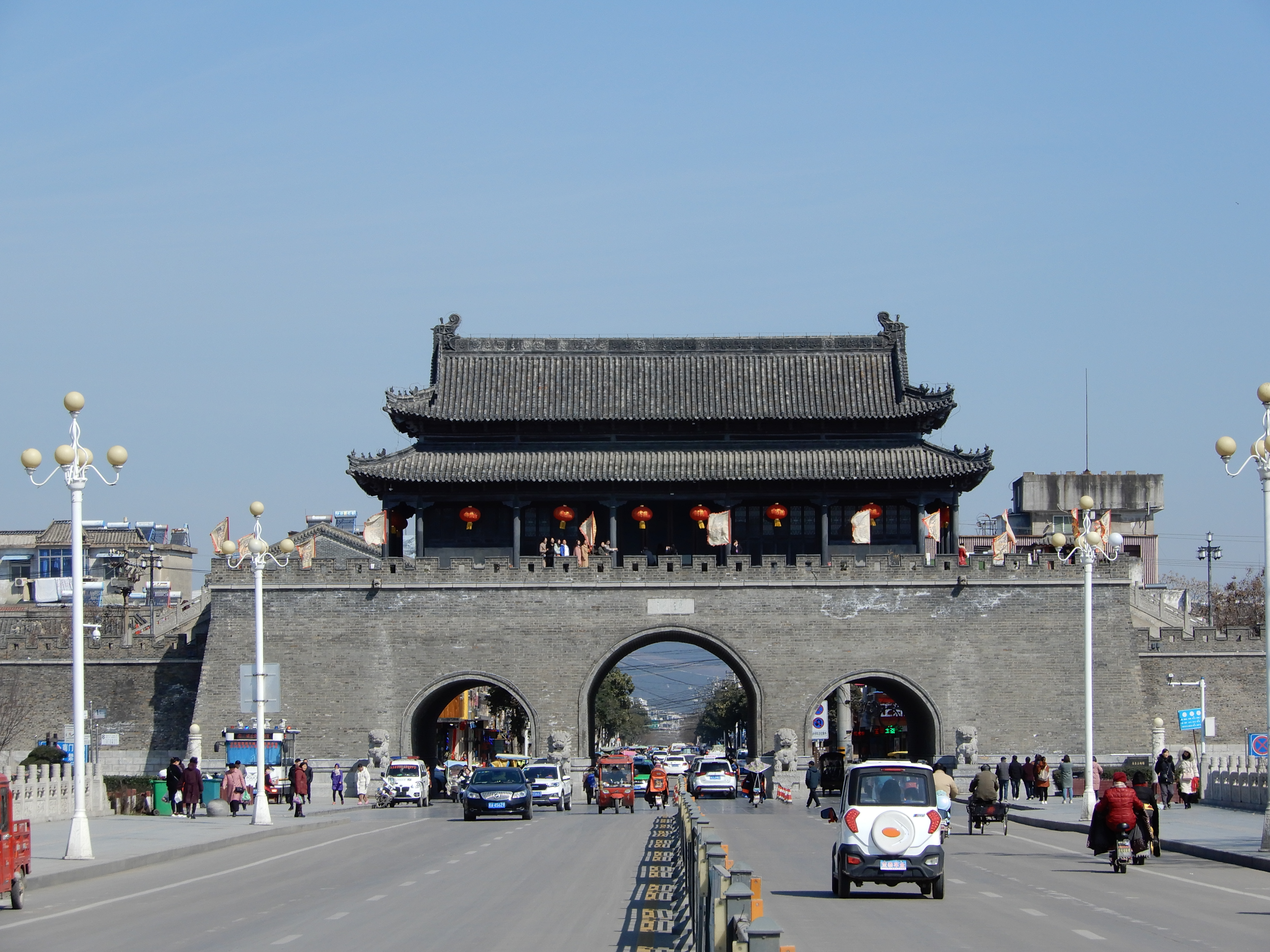
寿県県城の通淝門（南門）

隋および唐は寿春を寿州と改名した。当時、この地で興った「寿州窯」は古代中国の著名な陶器の生産地で、その産品は南北の風格を兼ね備え、朝野に広く受け容れられた。
宋代には寿春府が設けられた。この時期、寿春の名門一族である呂氏は呂夷簡・呂公著・呂公弼・文彦博・富弼など多数の文臣や宰相を輩出し、一時は権勢を振るった。宋が築いた城牆（城郭都市の城壁）は今も残り、中国でも最も保存状態が良い七大古城牆の一つに数えられている。この城壁は洪水を防ぐ能力の高さでも特筆すべきものである。1991年に長江と淮河が大洪水を起こした際も、寿春古城は30万人の避難民を守った。当時の国務院総理の李鵬は洪水の視察に来たときにヘリコプターで寿春の城壁に降り立っている。
明代には寿州に改名され、清末には太平天国の指導者の一人であった英王陳玉成が寿州で捕まっている。1912年、寿州は寿県に改名されて現在に至っている。1986年には古都の寿県は国家歴史文化名城に指定されている。寿県県城の中の町並みは宋代の格式や風情で知られていたが、近年の地方政府による再開発で町並みや景観は著しく破壊されている。

## 行政区画
- 鎮：寿春鎮、双橋鎮、澗溝鎮、豊荘鎮、正陽関鎮、迎河鎮、板橋鎮、安豊塘鎮、堰口鎮、保義鎮、隠賢鎮、安豊鎮、衆興鎮、茶庵鎮、三覚鎮、炎劉鎮、劉崗鎮、双廟集鎮、小甸鎮、瓦埠鎮、大順鎮、窯口鎮
- 郷：八公山郷、張李郷
- 民族郷：陶店回族郷